# Недоносков, Василий Васильевич
Васи́лий Васи́льевич Недоно́сков (26 февраля [10 марта] 1855, Ставрополь, Самарская губерния — 16 [29] сентября 1911, Саратов) — предприниматель, купец второй гильдии из купеческой династии Недоносковых, именем которого до сих пор называется один из домов на центральной улице Саратова.

## Биография
В. В. Недоносков родился в купеческой семье в городе Ставрополе-на-Волге. Отец — Василий Акимович Недоносков (1829—1885), мать — Авдотья Алексеевна (1831—1892).
Предок (прапрапрапрапрадед) Василия Васильевича Недоноскова — Тараска Ананьин (1645—?), происходил из первопоселенцев с. Жегулиха (Жигули), упоминаемый как бобыль варничный дрововоз с 1677 г. в вотчине Саввино — Сторожевского монастыря Надеинском Усолье на Самарской Луке.
Прадед Василия Васильевича, Пиман Никитин сын Недоносков (1773—?), с 1812 года указан в качестве одного из первых арендаторов обширных лугов и огромных рыбных промыслов на р. Волге в Усольской вотчине графа В. Г. Орлова на Самарской Луке, за 20 000 рублей в год.
Дед Василия Васильевича, Аким Савельев сын Недоносков (Зотов) (1799—1857) и его брат, Ефим Савельев (1789—?), принимали участие в Отечественной войне 1812-го года и Заграничном походе русской армии 1813—14 гг. в составе 1-го конного полка Симбирского ополчения при осаде Дрездена, городов-крепостей Магдебурга и Гамбурга.
1 июля 1838 года семье Акима Савельева сына Недоноскова из с. Брусяны Аскульской волости Самарского уезда владелицей Рождественской вотчины графиней Е. В. Новосильцевой, дочерью графа В. Г. Орлова, была дарована вечная свобода за получением откупных 2000 рублей. Первоначально семья проживала в качестве вольноотпущенных крестьян в с. Брусяны, с 27 сентября 1850 г. Аким Савельев сын Недоносков был причислен к сословию самарских купцов, а в 1854 г. — к купечеству г. Ставрополя-на-Волге.

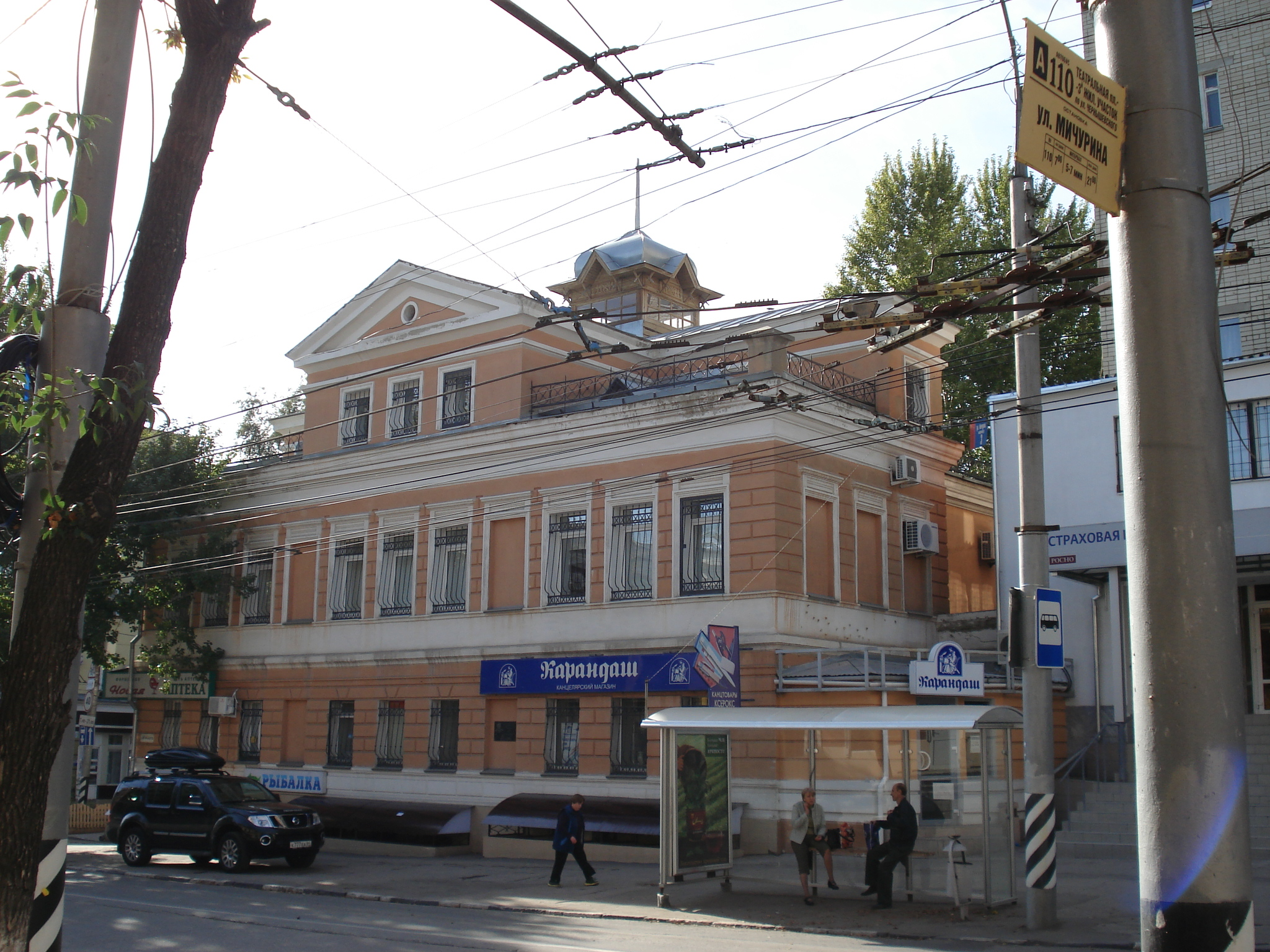
Дом Недоноскова, 2005 г.

Не окончив курса сельского училища, с 12 лет В. В. Недоносков был отдан в услужение, в «мальчики», в г. Самару, а в 1872 г. окончательно переехал в г. Саратов и женился на Наталье Хрисанфовне, урождённой Сидоровой (1856—1937 гг.). С 1880 г. В. В. Недоносков причисляется в список постоянных купцов второй гильдии г. Саратова и основывает комиссионерскую контору по продаже и покупке недвижимого имущества и займу капиталов, а в 1896 г. учреждает «Торговый дом В. Недоноскова и И. Проскорякова» для мануфактурной торговли в городах Саратове, Астрахани и Уральске.

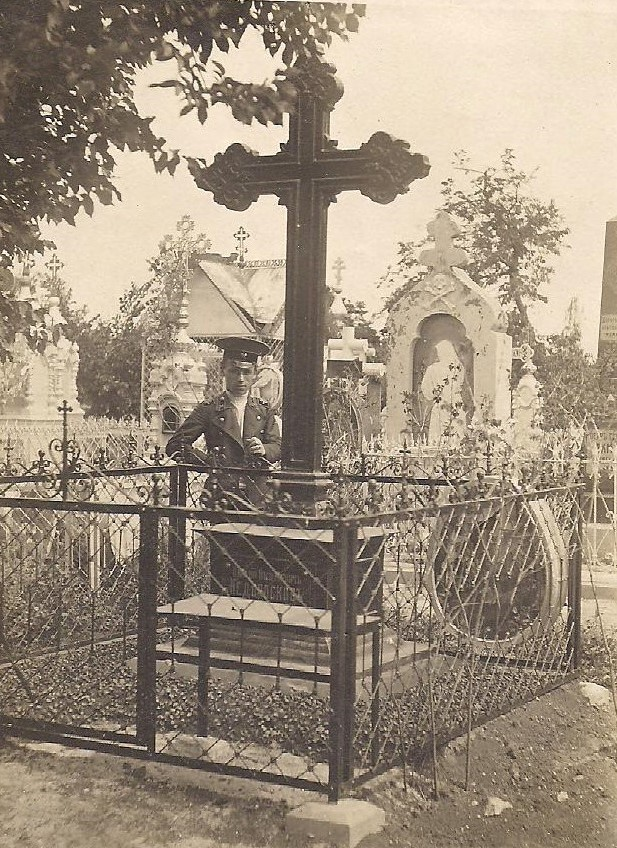
Могила В. В. Недоноскова, 1912 г.

В. В. Недоносков владел несколькими домами в г. Саратове, вся большая семья Недоносковых (родители воспитывали 4 сыновей — Владимира, Николая, Павла, Бориса и 3 дочерей — Анну, Ольгу и Марию) проживала в собственном доме, известном до сих пор как «Дом Недоноскова».
В. В. Недоносков внезапно скончался 16 сентября 1911 года, похоронен на Воскресенском кладбище г. Саратова.

## Семья
- Жена — Наталья Хрисанфовна Недоноскова, урождённая Сидорова (1856—1937).

В браке родились дети:
- Сын — Владимир Васильевич Недоносков (1877—1916) — присяжный поверенный, депутат Государственной думы I созыва от Уральской области[23].
- Дочь — Анна Васильевна (1879—1960), в замужестве Косолапова, муж — Аркадий Аркадьевич Косолапов, компаньон в торговом доме В. В. Недоноскова, дочери Татьяна (1907—1985) и Галина (1913—2006).
- Дочь — Ольга Васильевна (1884—?), в замужестве Морозова, муж — Морозов Владимир Александрович, известный саратовский врач, сын Анатолий (1906—1996).
- Сын — Борис Васильевич Недоносков (Степной) (1886—1938), окончил Александровское военное училище в г. Москве, приказом Временного Правительства Армии и Флоту от 1 августа 1917 г. произведен из юнкеров в прапорщики с зачислением по армейской пехоте[24], во время гражданской войны воевал на Туркестанском фронте, жена — Калашникова С. И.
- Дочь — Мария Васильевна (1887—?), в замужестве Дмитриева, муж — Дмитриев Александр Николаевич, астраханский аптекарь, сын Юрий (1900—1958).
- Сын — Павел Васильевич Недоносков (Степной) (15 января 1889 — 26 марта 1938) — русский офицер, штабс-капитан, участник 1-й Мировой войны, незаконно репрессирован судебной тройкой НКВД на 10 лет концлагерей. П. В. Недоносков был женат на Лидии Сергеевне Степной, урождённой Алексеевой (24.07.1893—20.05.1973)[25], в браке родилась дочь — Наталья Павловна Степная (04.06.1914—22.03.2002)[26].
- Сын — Николай Васильевич Недоносков (Степной) (13 ноября 1890—1961) — архитектор, член Союза архитекторов СССР с 1933 года.[19][27].

В 1919 году все проживавшие в г. Саратове представители семьи сменили фамилию на Степные.

Члены семьи В.В. Недоноскова
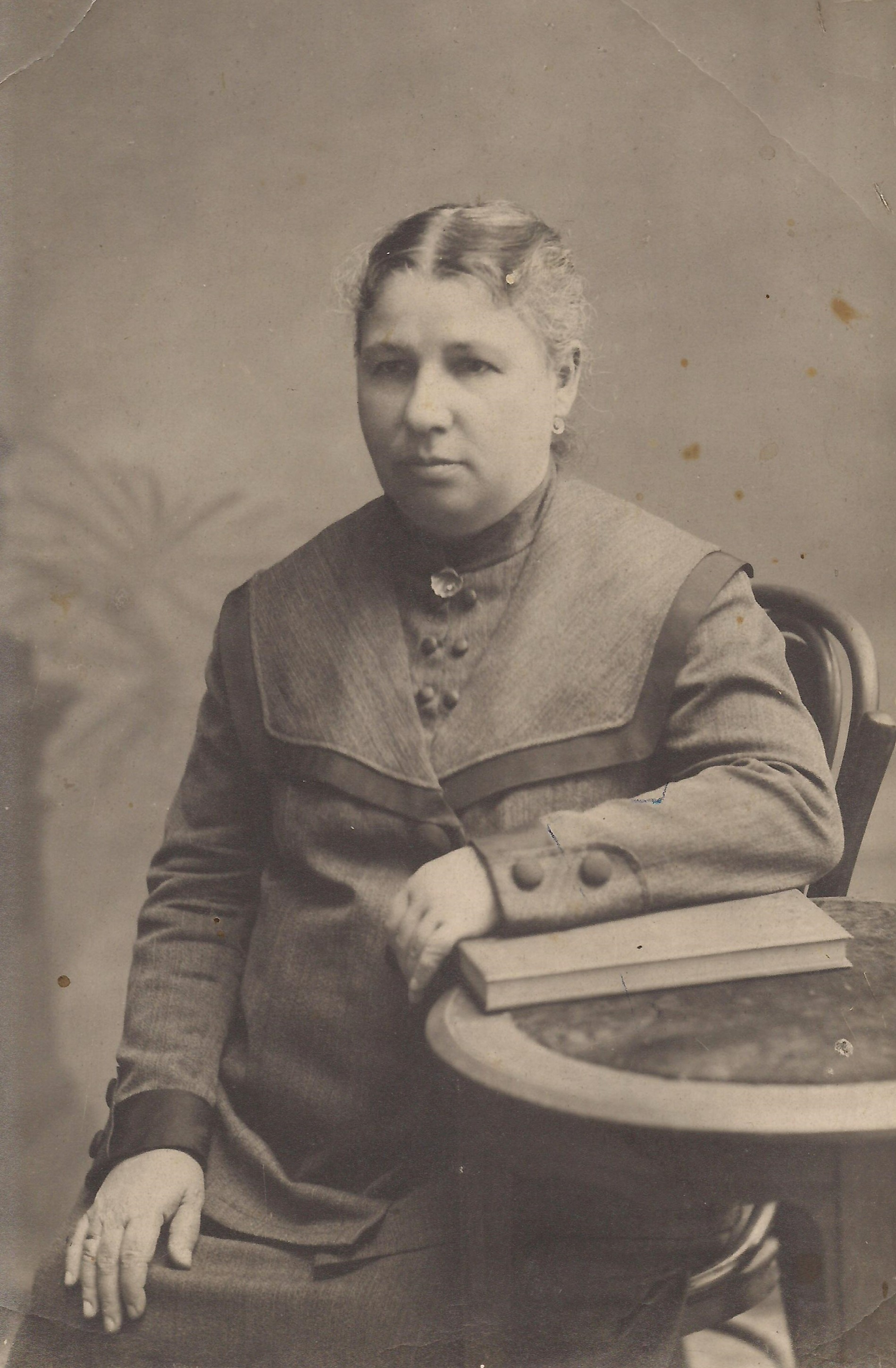
Наталья Хрисанфовна Недоноскова — 1906
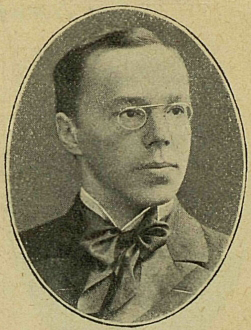
Владимир Недоносков, присяжный поверенный
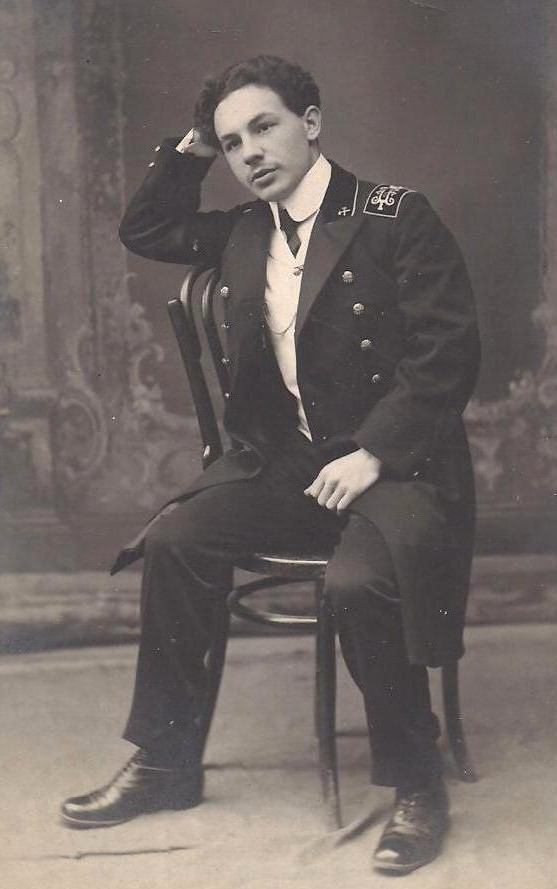
Павел Недоносков — студент, 1906 г.
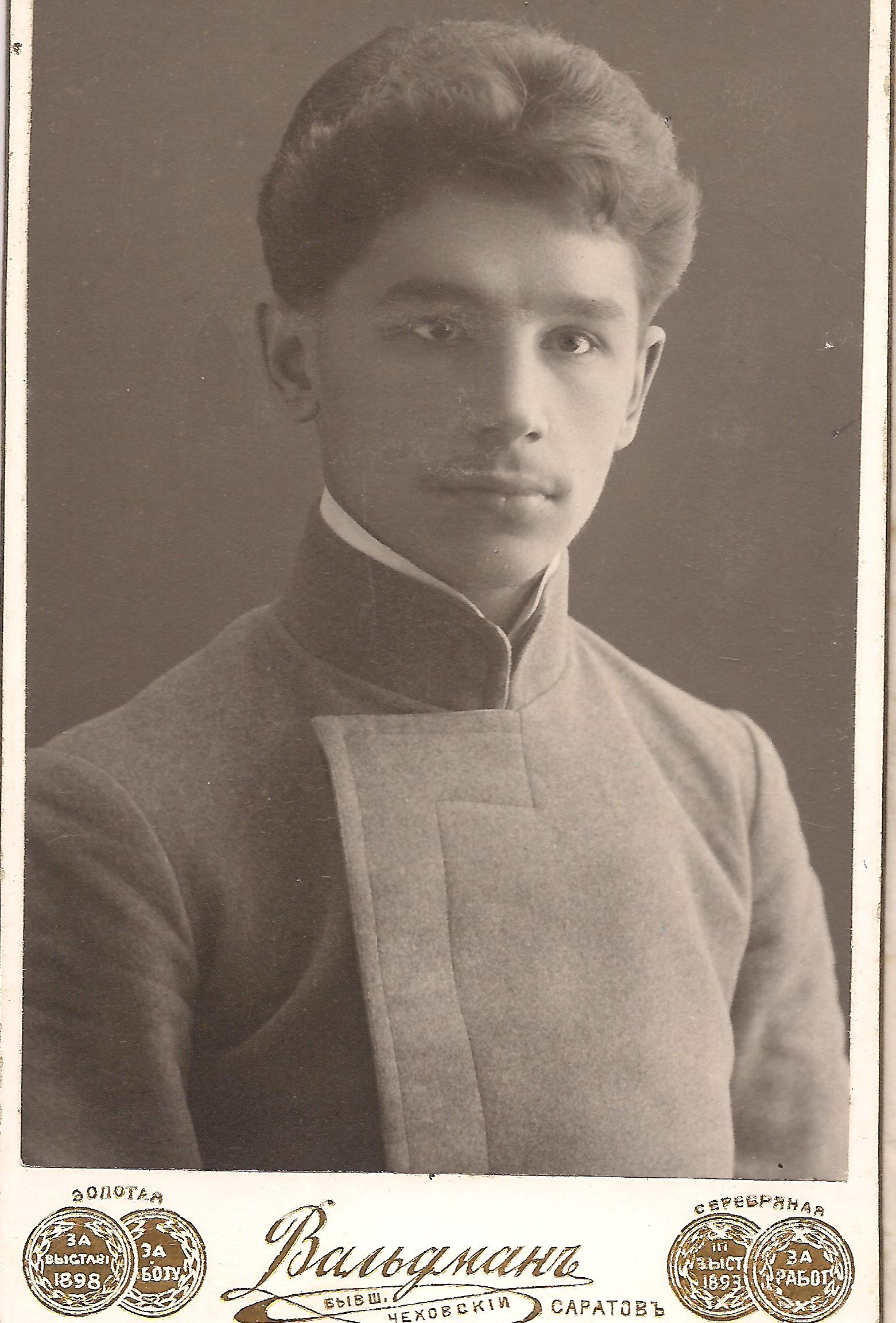
Борис Недоносков — 1902 г.
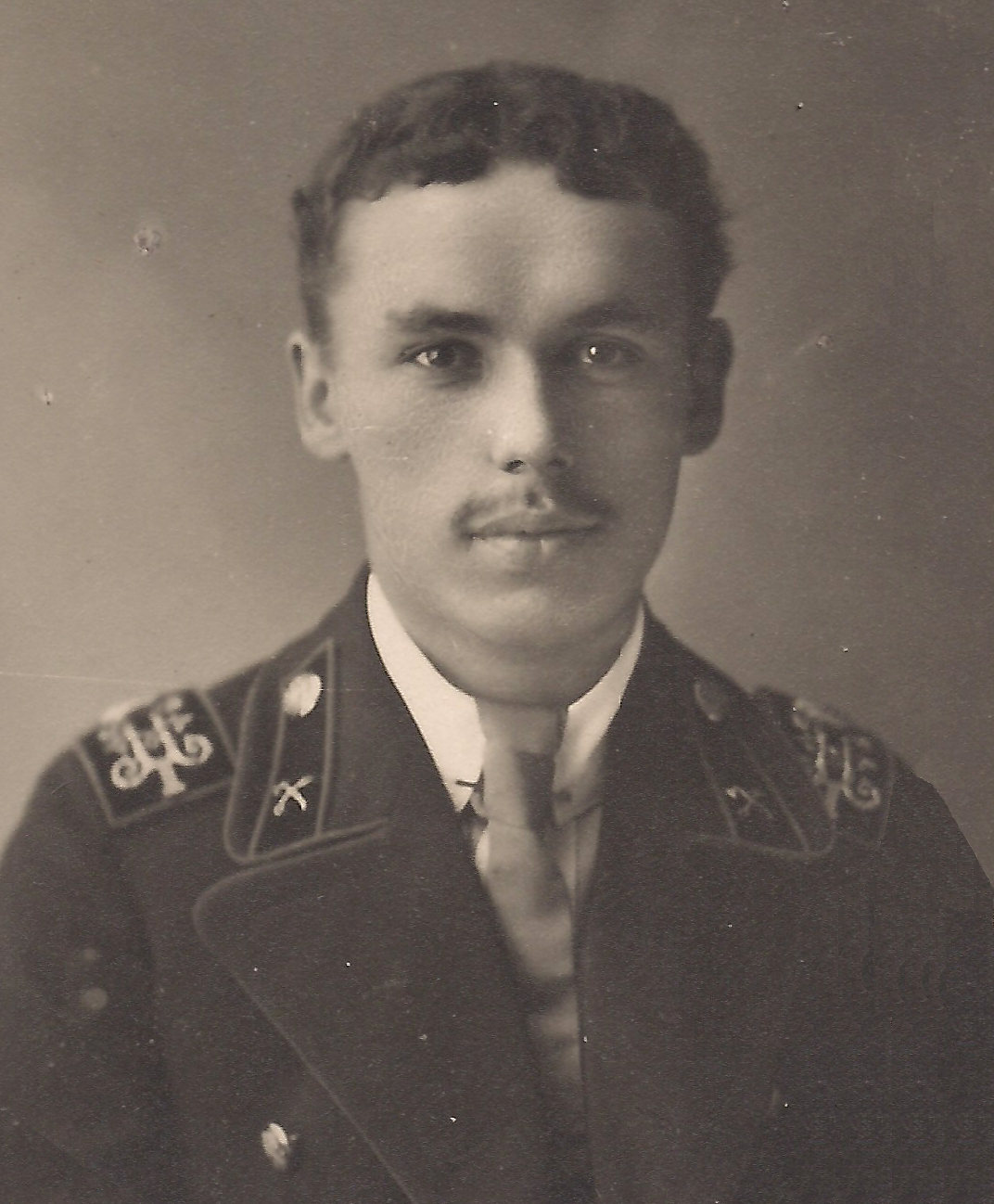
Николай Недоносков, студент
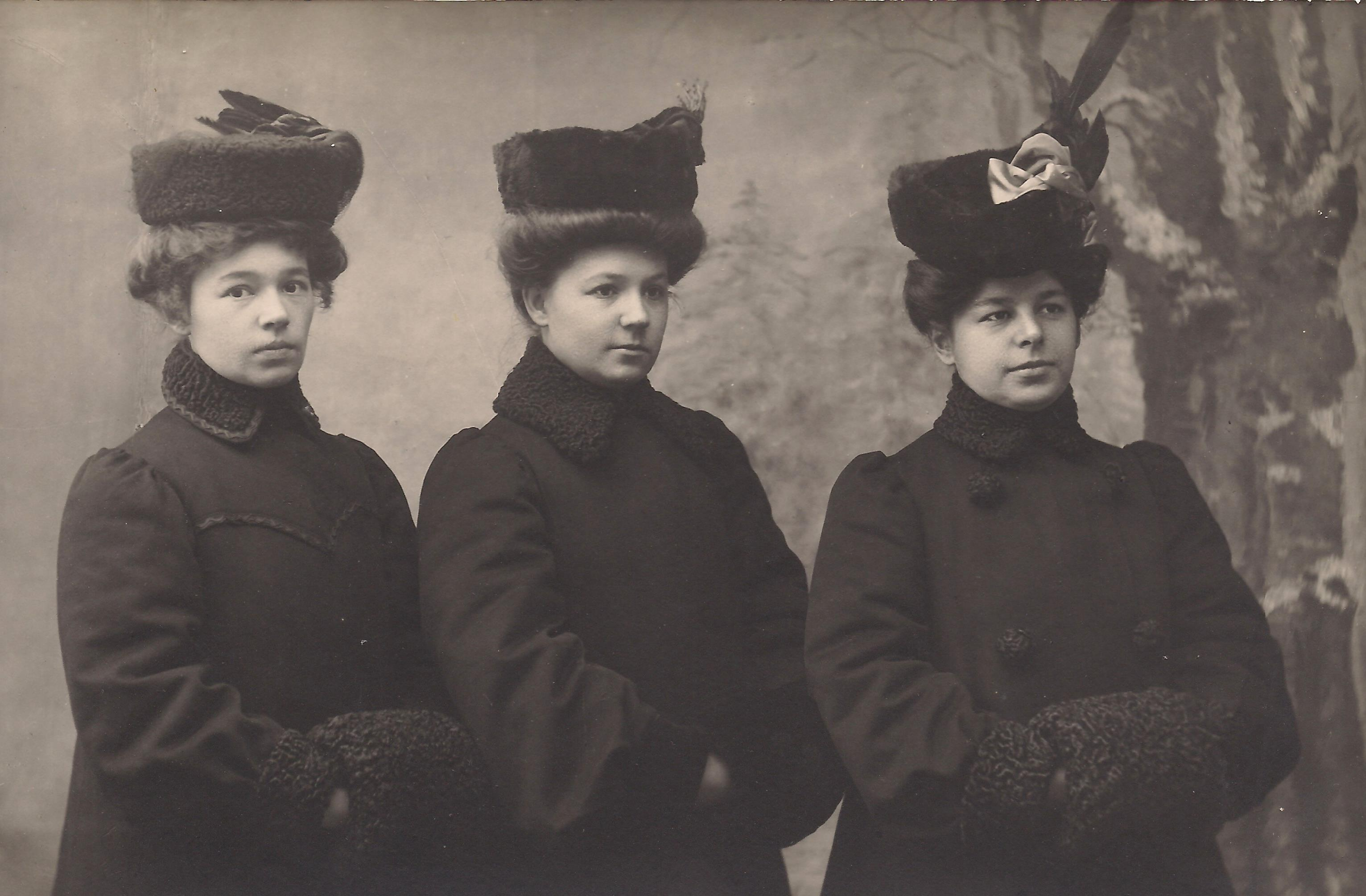
Сестры Недоносковы — Ольга, Мария, Анна (слева-направо)